# Vasili Grossman
Vasili Semiónovich Grossman (en ruso: Василий Семёнович Гроссман, en ucraniano: Василь Семенович Гроссман, Berdichev, Imperio ruso 12 de diciembre de 1905 - Moscú, URSS; 14 de septiembre de 1964) fue un escritor y periodista soviético judeoucraniano nacido Iósif Solomónovich Grossman. Grossman se formó como ingeniero y trabajó en la cuenca del Donéts, pero abandonó tal ocupación en los años treinta para dedicarse en exclusiva a la escritura. Publicó varias decenas de relatos cortos y algunas novelas largas. Tras el estallido de la Segunda Guerra Mundial se convirtió en corresponsal de guerra para el Ejército Rojo, publicando para el diario Krásnaya Zvezdá (Estrella Roja) aclamadas crónicas de primera mano de las batallas de Moscú, Stalingrado, Kursk y Berlín. Su testimonio acerca de los campos de exterminio nazis, escrito tras la liberación de Treblinka, se encuentra entre los primeros documentos escritos acerca del Holocausto judío y fue utilizado como prueba en los juicios de Núremberg. 
Después de la Segunda Guerra Mundial, la fe de Grossman en el Estado soviético fue sacudida por el giro antisemita del régimen de Stalin producido en los años finales del mismo y hasta la muerte del dictador en 1953. Aunque Grossman nunca llegó a ser arrestado por las autoridades soviéticas, sus dos obras maestras (Vida y destino y Todo fluye) fueron censuradas durante el período de Nikita Jrushchov como antisoviéticas. El KGB registró el apartamento de Grossman después de que este completase Vida y destino en busca de manuscritos, notas e incluso las cintas de máquina de escribir con las que el texto había sido escrito. Mijaíl Súslov advirtió entonces a Grossman que Vida y destino no podría ser publicada en doscientos o trescientos años. Cuando Grossman falleció en 1964 Vida y destino permanecía inédito. Seguiría estándolo hasta que pudo ser publicado en Occidente merced al trabajo de una red de disidentes. Más tarde, en 1988, fue publicado en la Unión Soviética durante la fase aperturista del gobierno de Mijaíl Gorbachov. La obra alcanzó rápidamente un éxito enorme y pasó a ser aclamada como una de las cumbres literarias del siglo XX.

## Biografía

### Juventud
Grossman nació el 12 de diciembre de 1905 en Berdichev (Ucrania), en el seno de una familia burguesa y cultivada de origen judío. Nace con el nombre de Iósif Solomónovich Grossman, pero una niñera rusa cambia su nombre por el de Vasili, modificación que agrada a la familia de Grossman y acaba prevaleciendo. El padre de Vasili, Semión Ósipovich  (o Solomón Iósifovich) Grossman (1873-1956) era bundista e ingeniero químico de profesión formado en la Universidad de Berna; su madre, Ekaterina Savélievna Grossman (1872-1941), de apellido de soltera Vitis, ejercía como profesora de francés en Berdichev tras haberse formado en Francia. Estaban separados. El pequeño Vasili fue educado por su madre y vivió con ella dos años en Ginebra, de 1912 a 1914. Grossman cursa la secundaria en Kiev y más tarde marcha a Moscú a formarse como ingeniero químico en la Universidad Estatal de la capital rusa. 
A partir de 1927, su pasión por la ciencia comienza a decaer, creciendo en cambio en él el interés por la literatura. Comienza entonces a escribir sus primeros textos, y su ensayo Berdychiv, tregua de broma es publicado en la revista Ogoniok en 1928. En 1929 obtiene el título de ingeniero químico y desposa a su prometida Anna Petrovna Matsuk, conocida como Galia (de Ganna, la versión ucraniana de Anna). Su hija Ekaterina nace en 1930.
En 1930, Grossman obtiene un empleo como ingeniero en una mina de Stálino, en la cuenca del Dombás. Su esposa permanece en Kiev. Durante aquel período, Ucrania es devastada por la hambruna derivada de la política de deskulakización emprendida por el régimen soviético. Grossman permanece allí hasta 1932, cuando, de resultas de un diagnóstico erróneo de tuberculosis, deja Stálino y se instala en Moscú, donde pasa a trabajar en una fábrica de lápices. Se divorcia de su mujer aquel mismo año, y comienza a sufrir las consecuencias de las primeras purgas estalinianas: su prima Nadezhda Almaz es detenida en 1933.

### Primeros escritos
En febrero de 1934, Grossman abandona definitivamente su empleo de ingeniero para dedicarse en exclusiva a la escritura. Su primer relato largo, En la ciudad de Berdychiv, publicado en 1934 y que muestra la vida de una familia judía pobre, recibe el aplauso de Maksim Gorki, por aquel entonces sumo pontífice de las letras soviéticas, pero también de Isaak Bábel y de Mijaíl Bulgákov. En aquel mismo año publica asimismo su primera novela, Glückauf, que tiene por marco una mina de carbón. Si bien estas primeras obras se mantienen escrupulosamente en la línea marcada por el régimen soviético, y si bien Grossman está en efecto convencido de que el comunismo soviético es la única barrera posible contra el fascismo, Grossman no se sujeta, sin embargo, al canon del realismo socialista.
Grossman volvió a casarse, en 1935, con Olga Mijáilovna Gúber, a quien conoció a través de los miembros del grupo Pereval, del que forma parte. Sus primeros textos le permiten convertirse en 1937 en miembro de la Unión de Escritores Soviéticos, una marca oficial de reconocimiento que le hace entrar en la Nomenklatura. Su segunda novela, Stepán Kolguchin, una oda a las factorías metalúrgicas publicada entre 1937 y 1940, fue propuesta para el premio Stalin, pero luego retirada como candidata por el propio Stalin debido a la supuesta simpatía de Grossman por ideas mencheviques.
Grossman se vio atrapado directamente en la Gran Purga en el año 1938, cuando su esposa fue arrestada como consecuencia de la condena y ejecución de su primer marido, Borís Gúber, en 1937. El ya prominente escritor decidió intervenir entonces asumiendo el enorme riesgo de escribir personalmente a Nikolái Yezhov. Logró liberar a su mujer, y también adoptó legalmente a los dos hijos de Gúber con el fin de evitar que fuesen enviados a un campo de huérfanos de "enemigos del pueblo". No pudo hacer nada, sin embargo, por su tío, David Cherentsis, que fue arrestado y fusilado en Berdychiv. Durante aquel período, impotente, Grossman se vio obligado a firmar un manifiesto de apoyo a los procesos emprendidos contra miembros de la vieja guardia bolchevique como Nikolái Bujarin, acusados de traición; y permaneció callado cuando dos de sus compañeros del grupo Pereval fueron también ejecutados. Años más tarde, Grossman, atormentado por la pasividad cobarde mostrada en aquellos años, vertió en Vida y destino una amarga confesión de arrepentimiento a través de su alter ego Víktor Shtrum, al que hizo sufrir las mismas dudas experimentadas por él durante aquellos episodios.

### Corresponsal de guerra

#### La debacle
El 22 de junio de 1941, cuando Alemania invadió la Unión Soviética, Vasili Grossman se encuentra en Moscú. Eximido del servicio militar a causa de su tuberculosis, Grossman se alista como voluntario para acudir al frente como periodista para el diario Estrella Roja (Krásnaya Zvezdá), el diario del Ejército Rojo. Parte hacia el frente el 5 de agosto de 1941, y es testigo de la falta de preparación del Ejército Rojo, que lleva a este al borde de la debacle. Grossman escapa in extremis en dos ocasiones de ser atrapado durante la batalla de Kiev, la primera en septiembre y la segunda en octubre.
En el invierno de 1941, Grossman es enviado a cubrir los combates en Ucrania en la región del Donbás, que conoce bien. Además de seguir elaborando sus crónicas, comienza a trabajar en su primera gran novela, El pueblo es inmortal, que será publicada por entregas, en Estrella Roja, en 1942. La obra es propuesta para el premio Stalin en 1942, pero Stalin rechaza una vez más la proposición. Sus relatos son, sin embargo, reconocidos universalmente como los únicos capaces de retratar fielmente la realidad de la vida en el frente, y la fama de Grossman se extiende por toda la Unión Soviética. Víktor Nekrásov, combatiente en Stalingrado, contará más tarde: 

Leíamos y releíamos sin descanso los periódicos que contenían sus crónicas y las de Ilyá Ehrenburg, hasta que las páginas del periódico quedaban hechas trizas.

#### Stalingrado
En agosto de 1942 es enviado a Stalingrado, en el momento en que el 6.º Ejército alemán amenaza la ciudad. Encuentra allí al general Yeriómenko, a quien había conocido en Ucrania, y conoce durante los combates a los generales Vasili Chuikov, comandante del LXII Ejército, y Aleksandr Rodímtsev. La batalla de Stalingrado marca profundamente a Grossman, que pasa meses terribles en el frente. Tomará de aquella experiencia el material para sus dos obras maestras: Por una causa justa y Vida y destino. Durante los últimos días de diciembre, visitó la tumba de su primo, fallecido heroicamente en Stalingrado, cuya presencia allí desconocía.
Cuando la Operación Urano resultó exitosa, y el Ejército soviético logró recuperarse del asedio alemán, Grossman recibió la orden de dejar Stalingrado para ser reemplazado por Konstantín Símonov. Grossman ve aquella decisión como una traición: dejar la ciudad supone una gran aflicción para el escritor. En una carta a su padre, escribe: 

Mañana diré adiós a Stalingrado y tomaré la ruta de Kotélnikovo y Elistá. Parto con un sentimiento enorme de tristeza, como si dijera adiós a un ser querido. Me ligan a esta ciudad sentimientos, pensamientos, emociones dolorosas e importantes, extenuantes pero inolvidables. La ciudad se ha convertido para mí en una persona viva.

#### Ucrania y el descubrimiento de las masacres nazis

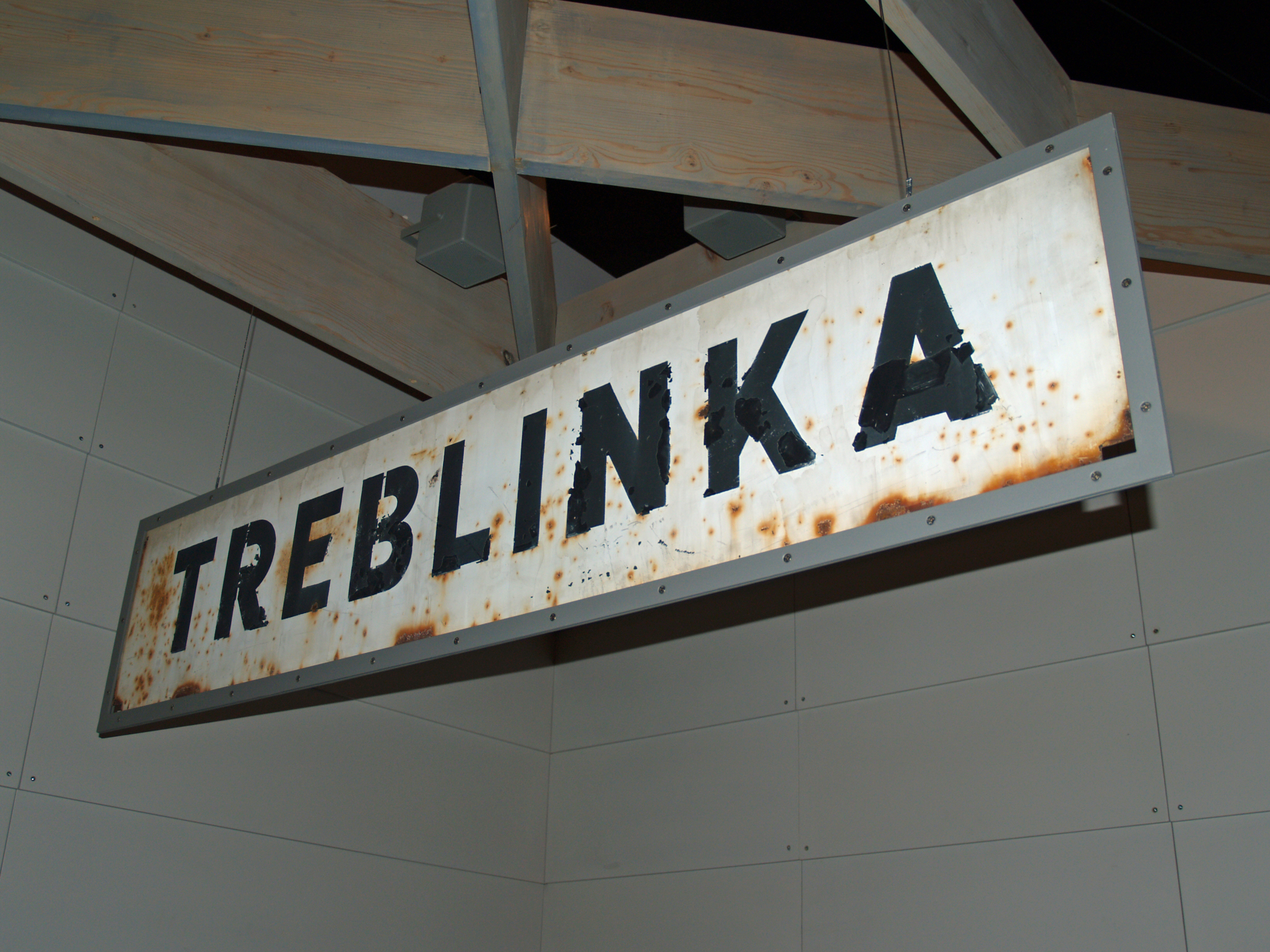
Cartel en Treblinka

Grossman es enviado a un frente secundario, 300 km. más al sur, en la Calmuquia recién liberada. Aprovecha ese viaje para analizar los mecanismos de la ocupación alemana y el tema tabú del colaboracionismo. Grossman participa en julio y agosto de 1943 en la batalla de Kursk, y en octubre en la batalla del Dniéper.
Durante el otoño de 1943, Ilyá Ehrenburg recluta a Grossman para el Comité Judío Antifascista con el fin de reunir los documentos necesarios para la elaboración del Libro negro. Es, de hecho, en la Ucrania progresivamente liberada donde Grossman descubre la amplitud de las masacres cometidas contra los judíos.
Después de la liberación de Kiev, Grossman va a Berdychiv, su localidad natal, con la esperanza de encontrar a su madre, atrapada allí al momento de la invasión alemana, pero descubre que fue asesinada junto con los 35 000 judíos de la ciudad por los Einsatzgruppen. El conocimiento de la muerte de su madre es un golpe durísimo para Grossman, que jamás se perdonará no haber hecho lo suficiente para hacerla venir con él a Moscú. Después de su fallecimiento en 1964, sus allegados encontraron entre sus papeles dos cartas, fechadas en 1950 y 1961, dirigidas a la progenitora muerta. En la segunda de las misivas Grossman escribe:

Me parece que mi amor por ti es cada vez más grande y responsable, porque ahora quedan muy pocos corazones en los que vivas. Estos últimos diez años, mientras trabajaba [en Vida y destino], he pensado en ti sin interrupción; mi novela está dedicada a mi amor y devoción hacia la gente, y ése es el motivo por el cual está dedicada a ti. Representas para mí lo humano por excelencia, y tu terrible destino es el destino de la humanidad en estos tiempos inhumanos. Durante toda la vida he creído que todo lo que había de bueno en mí, todo lo honesto, todo lo bondadoso, mi amor por los otros, todo venía de ti. Todo lo que hay de malo en mí no viene de ti. Pero tú, mamá, me amas, a pesar de todo lo malo que tengo. [...] No temo nada, porque tu amor está conmigo, y el mío estará contigo por toda la eternidad.

Grossman también se ve conmocionado por el descubrimiento del papel que los ucranianos jugaron en las masacres.
En abril de 1944 entró con el Ejército Rojo en la Odesa liberada. Durante el verano de aquel año marcha al norte, a donde sigue al ejército en su ofensiva a través de Bielorrusia y de Polonia. En julio entra en los campos recién liberados de Majdanek y Treblinka, lo que le permitirá convertirse en la primera persona en describir los campos de exterminio nazis. Su relato El infierno de Treblinka sirvió como testimonio en los juicios de Núremberg. Conmocionado, Grossman regresa a Moscú en agosto.

#### El fin de la Alemania nazi
En 1945, Grossman es reasignado al VIII Ejército de la Guardia (el antiguo LXII Ejército de Stalingrado), donde se reencuentra con el general Chuikov. Participa con él en la ofensiva del Vístula-Óder en enero y febrero, y más tarde en la batalla de Berlín en abril y mayo. Durante aquellos últimos meses del conflicto, Grossman fue testigo de las brutalidades cometidas por algunos soldados y oficiales soviéticos contra los civiles alemanes. Es el primer periodista en entrar en Berlín, donde asiste a los últimos disparos y a la rendición de la ciudad. Grossman escribe en su periódico: 

2 de mayo. Día de la capitulación de Berlín. Es difícil de describir. La concentración de impresiones es monstruosa. Fuego, incendios, humo, humo, humo. Una gigantesca turbamulta de prisioneros. Los rostros tienen un aire trágico [...]: este día gris, frío y lluvioso es, incontestablemente, el de la derrota de Alemania. Entre el humo, en medio de las ruinas, en las llamas, en medio de centenares de cadáveres que cubren las calles.

Entre 1941 y 1945, Vasili Grossman pasa más de mil días en el frente. Termina la guerra con el grado de lugarteniente coronel y premiado con la Orden de la Bandera Roja, con la Orden de la Estrella Roja, con las medallas Por la Defensa de Stalingrado y De la Victoria sobre Alemania en la Gran Guerra Patriótica y con el título de Héroe de la Unión Soviética.

### La vuelta al antisemitismo

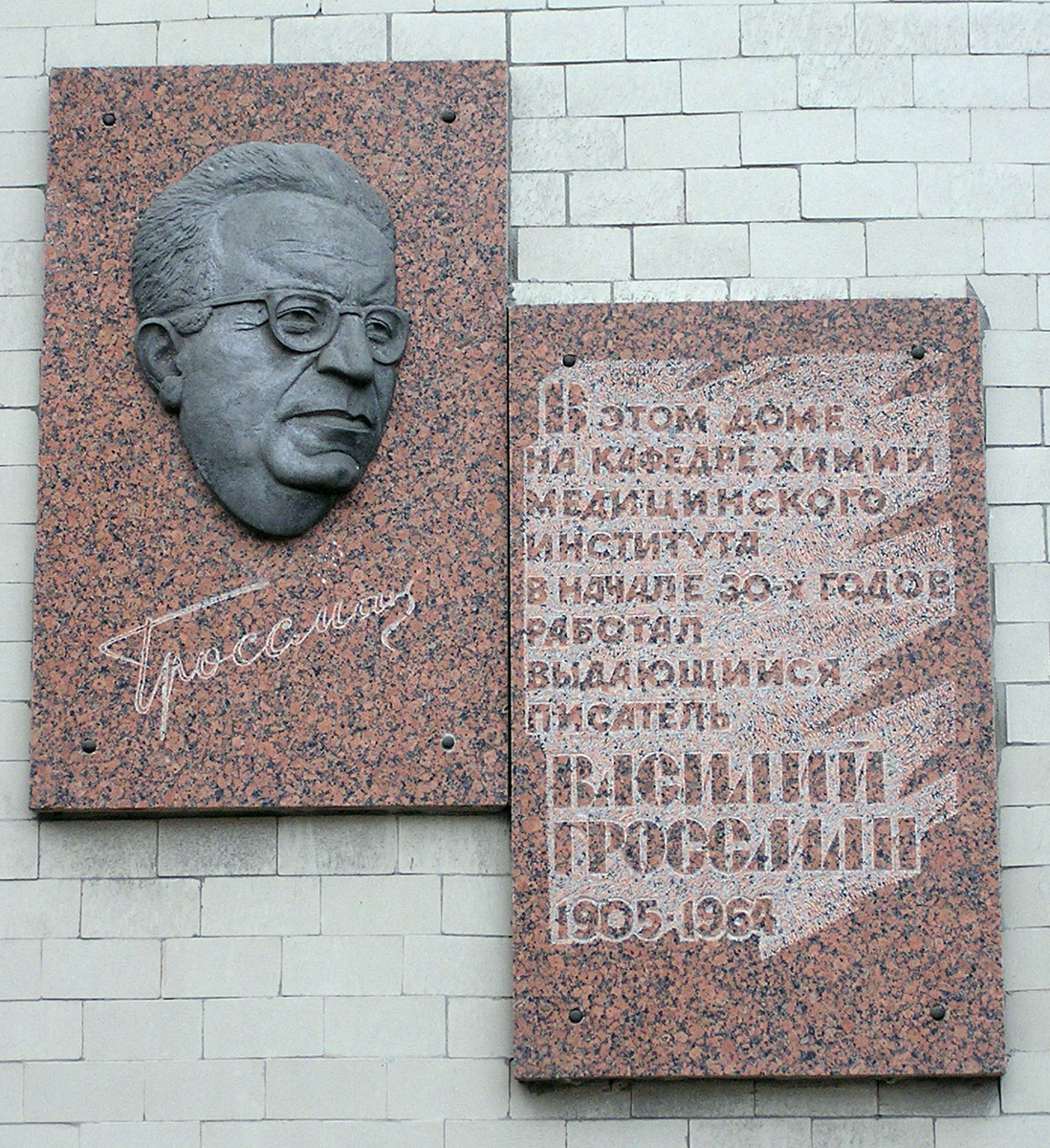
Vasili Grossman.

Justo después de la guerra, sus crónicas para Estrella Roja fueron reagrupadas y publicadas en un pequeño volumen titulado Años de guerra. El pueblo es inmortal es asimismo reeditado. Grossman sufre después de la victoria, sin embargo, un rápido desengaño. Después de 1946, el régimen optó por un nuevo giro en materia de literatura, con el propósito de poner fin al período de relativa libertad que la guerra había permitido. Grossman es una víctima más del zhdanovismo, y su obra de teatro Si tuviéramos que creer a los pitagóricos es duramente condenada.
Pronto, toda mención al infortunio específico de los judíos durante la guerra es prohibida. Más tarde, la censura comienza a cebarse con El libro negro: primeramente los censores ordenan cambios en el texto para encubrir el carácter específicamente antijudío de las atrocidades nazis y restar importancia al papel de los ucranianos que trabajaron para los nazis como policías. En 1948, la publicación del libro es abortada definitivamente, y el Comité Judío Antifascista es disuelto. El antisemitismo de Estado, subrepticio al principio, sale a la superficie en enero de 1949, cuando la prensa lanza la campaña contra el "cosmopolitismo sin raíces". Para Grossman, aquel suceso supone la demostración del paralelismo entre los regímenes nazi y soviético, que finalmente se tocan en el antisemitismo. Grossman expondrá más tarde sus opiniones al respecto en las páginas centrales de Vida y destino, en la conversación de sus personajes Liss y Mostovskói en un campo de concentración alemán. Según Semión Lipkin, amigo de Grossman, aquel fue el momento en que la esperanza de Grossman de una redención del régimen soviético después de la experiencia de la guerra se desvaneció definitivamente: 

En 1946 me encontré con unos amigos cercanos, un ingusetio y un balkario, cuyas familias habían sido deportadas a Kazajistán durante la guerra. Se lo conté a Grossman y él me dijo: "Tal vez fuera necesario por razones militares." Le pregunté: "¿Dirías lo mismo si se tratase de judíos?" Él contestó que aquello nunca sucedería. Algunos años más tarde apareció en Pravda un virulento artículo contra el cosmopolitismo. Grossman me envió una nota diciéndome que yo tenía razón. Durante años Grossman no se sintió especialmente judío. Fue la campaña contra el cosmopolitismo lo que despertó su judeidad.

En 1952, Grossman publica por entregas Por una causa justa en la revista Novy Mir. La obra, que mantiene la ortodoxia del realismo socialista y conserva la lealtad al régimen, es primeramente aplaudida por la crítica y propuesta para el premio Stalin, pero pasa a ser violentamente denostada por Pravda tras el "descubrimiento" del complot de las batas blancas, supuestamente organizado por médicos judíos. Aunque defendido por el general Rodímtsev, Grossman fue obligado a escribir una carta de arrepentimiento. Durante aquel período, la sombra del arresto planeaba sin cesar sobre él. Probablemente lo salvó su fama, pero sobre todo lo hizo el fallecimiento de Stalin en 1953.

### El espejismo de la desestalinización
Tras la muerte de Stalin, y con el "deshielo" jruschoviano, las cosas mejoran para Vasili Grossman. En 1954, Por una causa justa es reeditada en libro. Mientras tanto, Grossman trabaja en la que acabará convirtiéndose en su obra más conocida, Vida y destino, que terminará de escribir en 1960. En 1955, el mariscal Kliment Voroshílov intenta convencerlo de afiliarse al Partido Comunista de la Unión Soviética, pero Grossman, que ha ido distanciándose del régimen comunista, rechaza la propuesta. Entre 1955 y 1963 describe en Todo fluye a un hombre recién liberado del gulag después de décadas de cautiverio, e incluye en el mismo manuscrito una terrorífica descripción de los horrores de la gran hambruna ucraniana de 1932 y 1933. Creyendo que la evolución del régimen era mayor, el intento de Grossman de publicar Vida y destino en 1962 es rechazado. Todo se salda con la requisa inmediata por parte del KGB de las copias de la obra e incluso de las cintas de máquina de escribir utilizadas, la expulsión del escritor del medio literario oficial, la obligación de firmar una declaración conforme a la cual se abriría una causa contra él en el caso de que contara a alguien lo sucedido y con severas penurias económicas. Grossman escribe entonces una carta a Nikita Jruschov en la que reclama con ardor la libertad para su libro apelando al espíritu aperturista del nuevo gobierno:

Quisiera comunicarle mis pensamientos con toda honestidad. Antes de nada debo decir lo siguiente: no he llegado a la conclusión de que mi libro contenga falsedades. En él escribí lo que consideraba, y sigo considerando, que es la verdad. Escribí sólo el resultado de mis reflexiones, de mis sentimientos, de mis sufrimientos. Mi libro no es político. En la medida de mis capacidades, escribí sobre la gente corriente y sobre sus penas, sus alegrías, sus errores; hablé de la muerte, de mi amor y mi compasión por los seres humanos. [...] Ese libro es tan querido para mí como lo son los hijos honestos para un padre. Privarme de mi libro es como privar a un padre de su hijo. [...] ¿Por qué este libro, que no contiene mentiras ni calumnias, sino sólo verdad, dolor, amor a los seres humanos, me ha sido arrancado por medio de la violencia administrativa, por qué lo han secuestrado como si se tratara de un criminal, de un asesino? [...] ¿Cómo es posible que en nuestros tiempos se registre la casa de un escritor y se le confisque el manuscrito de su libro, tal vez lleno de imperfecciones, pero escrito con la sangre de su corazón, en nombre de la verdad y del amor a los seres humanos, y que le amenacen con meterle en la cárcel si se atreve a hablar de su desgracia? [...] Le ruego que le devuelva la libertad a mi libro. [...] Mi situación actual, mi libertad física no tiene sentido, no es más que una falacia, puesto que el libro al que he consagrado mi vida está prisionero. [...] Le pido libertad para mi libro. Con mi profundo respeto, Vasili Grossman.

En respuesta a esta carta, Grossman fue invitado a mantener una entrevista con Mijaíl Súslov, miembro del Politburó encargado de las cuestiones ideológicas. Grossman transcribió, después del encuentro, el discurso que le había dirigido Súslov:

En su carta solicita que se publique su novela, Vida y destino. Eso es imposible. Usted dice que su libro está escrito con sinceridad, pero la sinceridad no es el único requisito para la creación de una obra literaria en nuestros días. Su novela es hostil al pueblo soviético; su publicación perjudicaría no sólo a nuestro pueblo y al Estado soviético, sino a todos los que luchan por el comunismo fuera de la Unión Soviética. La novela beneficiaría a nuestros enemigos. Estamos restableciendo las normas de la democracia fijadas por Lenin. Pero esas normas no son las de la burguesía. Considera usted que en su caso hemos violado el principio de libertad. Si es así, entiende la libertad en el sentido burgués. Pero nosotros tenemos otra noción de libertad. No entendemos la libertad del mismo modo que los capitalistas, como el derecho a hacer todo lo que a uno le venga en gana sin tener en cuenta los intereses de la sociedad. Esa libertad sólo es necesaria para los imperialistas y los millonarios. Nuestros escritores soviéticos deben producir sólo lo que el pueblo necesita, lo que es útil a la sociedad. Todos los que han leído su libro coinciden en su valoración: lo consideran políticamente nocivo para nosotros. ¿Por qué deberíamos añadir su libro a las bombas atómicas que nuestros adversarios preparan contra nosotros? En su libro aparecen comparaciones directas entre nosotros y el fascismo hitleriano. Ofrece una descripción falsa e incorrecta de nuestra gente, los comunistas. ¿Cómo habríamos podido ganar la guerra con una gente como la que usted describe? En su libro habla favorablemente de la religión, de Dios, del catolicismo. En su libro defiende a Trotski. Está repleto de dudas acerca de la legitimidad de nuestro sistema soviético. Usted sabe cuánto daño nos hizo el libro de Pasternak. Todos los que han leído el suyo coinciden en observar que el daño que causaría Vida y destino sería infinitamente mayor que El doctor Zhivago. Tengo en mucha estima sus libros Stepán Kolguchin, El pueblo es inmortal y Por una causa justa. Lo invito a volver a las posiciones que mantenía cuando escribió esos libros.

Los esfuerzos de Grossman fueron vanos. Logró terminar, sin embargo, en 1963 La paz sea con vosotros, un relato de un viaje a Armenia realizado dos años antes. 
En septiembre de 1964, Grossman falleció en Moscú de un cáncer de estómago.

### La aventura deVida y destino
Vida y destino fue publicada en 1980 en Suiza gracias al trabajo de una pequeña red de disidentes soviéticos: el físico Andréi Sajárov fotografió secretamente las hojas de un borrador preservado por Semión Lipkin, y el escritor Vladímir Voinóvich consiguió pasar de contrabando los microfilms al extranjero. Dos investigadores, profesores y escritores disidentes, Efim Etkind y Shimon Markish, copiaron el texto a partir de los microfilms, con algunos errores debidos a la mala calidad de estos. El libro fue finalmente publicado en la Unión Soviética en 1988 de resultas de la implementación de la política de Glásnost iniciada por Mijaíl Gorbachov. Un año más tarde, en 1989, el texto volvió a ser publicado al ser encontrados nuevos manuscritos originales. Todo fluye fue también publicado en la Unión Soviética en 1989.
En España, Vida y destino fue publicado por primera vez en 1985, en una traducción espuria tomada del francés. En 2007 fue publicada, finalmente, una traducción vertida directamente del original ruso por la traductora y escritora Marta Rebón.

## Obra publicada en español
- El libro negro (Черная Книга), con la colaboración de Iliá Erenburg, publicada por Galaxia Gutenberg en 2011. ISBN 978-84-8109-927-0.
- Por una causa justa (За правое дело, 1954), trad. de Andréi Kozinets, publicada por Galaxia Gutenberg en 2011. ISBN 978-84-8109-911-9.
- Vida y destino (Жизнь и судьба, 1959), trad. del francés por Rosa María Bassols publicada por Seix Barral en 1985 (ISBN 84-322-0529-X) y trad. del ruso de Marta Rebón publicada por Galaxia Gutenberg en 2007 (ISBN 978-84-8109-703-0) y Lumen en 2008.
- Todo fluye (Всё течёт…, 1970), trad. de Marta Rebón, publicada por Galaxia Gutenberg en 2008. ISBN 978-84-8109-766-5.
- Años de guerra, incluye la novela El pueblo es inmortal (publicada por entregas en 1942), el relato El viejo profesor y sus crónicas desde el frente, trad. anónima, publicada por Galaxia Gutenberg en 2009. ISBN 978-84-8109-824-2.
- Un escritor en guerra. Vasili Grossman en el Ejército Rojo, 1941-1945, recopilación de Antony Beevor (A Writer at War: Vasily Grossman with the Red Army 1941-1945, 2007), trad. de Juanmari Madariaga, publicada por Crítica en 2006. ISBN 84-8432-744-2.
- La perra, Ilustrado por Taxio Ardanaz. Traducción de Maria García Barris. Textos en castellano y ruso. Publicado por KEN en 2014. ISBN 978-84-9428-491-5.
- Eterno reposo y otras narraciones. Galaxia Gutenberg. 2013. ISBN 978-84-8109-884-6.
- El infierno de Treblinka Archivado el 12 de agosto de 2017 en Wayback Machine..Biblioteca Popular judía. Buenos Aires, 1968.
- Que el bien os acompañe , trad. de Marta Rebón, publicada por Galaxia Gutenberg en 2019.
- Stalingrado, trad. traducción de Andréi Kozinets ; traducción de los fragmentos añadidos de Jorge Ferrer, publicada por Galaxia Gutenberg en 2020. ISBN 978-84-18218-48-4. "La presente edición responde a esta pregunta. Aparte de devolver a la novela [Por una causa justa] el título que para ella quería Grossman, Stalingrado, por primera vez la reconstruye con los más de cien fragmentos, algunos de un par de frases, otros de párrafos y páginas enteras, que la censura soviética obligó a suprimir. Con ello, la novela se enriquece y se llena de matices, hasta convertirse en una obra distinta de la que se había podido leer" [del prólogo].